# Yoann Bigné
Yoann Bigné est un footballeur français né le 23 août 1977 à Rennes. Il est milieu défensif.

## Biographie
Après avoir fait ses classes dans son club de Saint-Sulpice-la-Forêt, près de Rennes, il est repéré par des recruteurs du Stade rennais qui lui proposent à 13 ans d'intégrer le centre de formation du club. 
Il y signe son premier contrat professionnel et passe six saisons à Rennes, avant d'être prêté lors de la saison 2002-2003 à l'OGC Nice, club avec lequel il signe finalement pour trois saisons dès mai 2003.
Ses deux premières saisons à l'OGC Nice, avec Gernot Rohr en tant qu'entraîneur, sont très bonnes. Les deux dernières sont plus difficiles en raison de blessures et de la concurrence au milieu du terrain avec Olivier Echouafni, Cyril Rool, Drissa Diakité et Florent Balmont. Il ne dispute que 15 rencontres lors de sa dernière saison 2005-2006 avec l'OGC Nice.
Avec 217 matchs de Ligue 1 à son actif, il signe en mai 2006 pour deux ans avec le Stade brestois, alors que le club évolue en Ligue 2.  
Il devient en 2008 le capitaine du Stade brestois 29 où il a alors la concurrence de Olivier Guégan, David Bouard et Brahim Ferradj.
Toujours présent lors de la saison 2009-2010, il participe à l'excellente saison du Stade brestois et à la montée du club en Ligue 1.
Bien que blessé dès le début de saison, il renoue avec la Ligue 1 à 33 ans lors de la saison 2010-2011,.
Yoann Bigné reste à Brest pour sa dernière année de contrat lors de la saison 2011-2012.

## Palmarès
- Finaliste de la Coupe de la Ligue : 2006 (OGC Nice).
- Vainqueur du Tournoi de Toulon en 1997
- Vainqueur du Championnat d'Europe de football des moins de 19 ans : 1996.
- Sélectionné en équipe de France des moins de 16 ans de football : 1992-1993.

## Anecdotes
Yoann Bigné a donné son nom au tournoi annuel de l'US Saint-Sulpice-la-Forêt, club dans lequel il a encore beaucoup d'attaches et ville où ses parents résident.

## Carrière
| Saison    | Club            | Pays   | Championnat | Championnat | Championnat | Championnat  | Championnat  | Coupe de France | Coupe de France | Coupe de la Ligue | Coupe de la Ligue | Coupe d'Europe | Coupe d'Europe | Coupe d'Europe |
| Saison    | Club            | Pays   | Division    | Matchs      | Buts        | Cartons      | Cartons      | Matchs          | Buts            | Matchs            | Buts              | Type           | Matchs         | Buts           |
| --------- | --------------- | ------ | ----------- | ----------- | ----------- | ------------ | ------------ | --------------- | --------------- | ----------------- | ----------------- | -------------- | -------------- | -------------- |
| Saison    | Club            | Pays   | Division    | Matchs      | Buts        | Carton jaune | Carton rouge | Matchs          | Buts            | Matchs            | Buts              | Type           | Matchs         | Buts           |
| 1996-1997 | Stade rennais   | France | Ligue 1     | 11          | 0           | 1            | 0            | 1               | 0               | 1                 | 0                 | Intertoto      | 0              | 0              |
| 1997-1998 | Stade rennais   | France | Ligue 1     | 27          | 3           | 2            | 0            | 1               | 0               | 1                 | 0                 | -              | -              | -              |
| 1998-1999 | Stade rennais   | France | Ligue 1     | 29          | 1           | 1            | 0            | 1               | 0               | 3                 | 0                 | -              | -              | -              |
| 1999-2000 | Stade rennais   | France | Ligue 1     | 27          | 1           | 2            | 0            | 4               | 0               | 1                 | 0                 | Intertoto      | 6              | 1              |
| 2000-2001 | Stade rennais   | France | Ligue 1     | 14          | 0           | 2            | 0            | 1               | 0               | 0                 | 0                 | -              | -              | -              |
| 2001-2002 | Stade rennais   | France | Ligue 1     | 15          | 0           | 1            | 0            | 2               | 0               | 1                 | 0                 | Intertoto      | 1              | 0              |
| 2002-2003 | OGC Nice (prêt) | France | Ligue 1     | 32          | 2           | 8            | 0            | 1               | 0               | 1                 | 0                 | -              | -              | -              |
| 2003-2004 | OGC Nice        | France | Ligue 1     | 28          | 0           | 5            | 0            | 1               | 0               | 3                 | 1                 | Intertoto      | 3              | 0              |
| 2004-2005 | OGC Nice        | France | Ligue 1     | 18          | 0           | 3            | 0            | 2               | 0               | 1                 | 0                 | Intertoto      | 2              | 0              |
| 2005-2006 | OGC Nice        | France | Ligue 1     | 15          | 0           | 1            | 0            | 1               | 0               | 2                 | 0                 | -              | -              | -              |
| 2006-2007 | Stade brestois  | France | Ligue 2     | 32          | 2           | 5            | 0            | 0               | 0               | 1                 | 0                 | -              | -              | -              |
| 2007-2008 | Stade brestois  | France | Ligue 2     | 27          | 1           | 0            | 0            | 2               | 0               | 1                 | 0                 | -              | -              | -              |
| 2008-2009 | Stade brestois  | France | Ligue 2     | 35          | 2           | 1            | 0            | 1               | 1               | 1                 | 0                 | -              | -              | -              |
| 2009-2010 | Stade brestois  | France | Ligue 2     | 26          | 0           | 5            | 1            | 3               | 0               | 1                 | 0                 | -              | -              | -              |
| 2010-2011 | Stade brestois  | France | Ligue 1     | 9           | 0           | 1            | 0            | -               | -               | 0                 | 0                 | -              | -              | -              |
| 2011-2012 | Stade brestois  | France | Ligue 1     | 1           | 0           | 0            | 0            | 0               | 0               | 0                 | 0                 | -              | -              | -              |

Au 19 mai 2012
Source : LFP (Ligue de Football Professionnel)